# Julia Cencig
Julia Cencig (Salisburgo, 18 settembre 1972) è un'attrice austriaca.
Attrice attiva principalmente in campo televisivo e teatrale, tra i suoi ruoli principali sul piccolo schermo figurano quelli nelle serie Medicopter 117 - Jedes Leben zählt, SOKO - Misteri tra le montagne e Das Glück dieser Erde.

## Biografia
Julia Cencig nasce a Salisburgo il 18 settembre 1972. È la quarta dei cinque figli di Norbert ed Elisabeth Cencig.
Sorella minore del regista Michael Cencig, è proprio il fratello a farla debuttare da bambina nel mondo del cinema, assegnandole il ruolo da protagonista nel primo film da lui diretto.
In seguito, matura l'idea di diventare attrice e dopo il diploma frequenta la scuola di recitazione del Volkstheater di Vienna, dopodiché viene ingaggiata nella compagnia dello stesso teatro.
Dal  1999 al 2007 è tra gli interpreti principali della serie televisiva Medicopter 117 - Jedes Leben zählt, dove interpreta il ruolo della pilota di elicottero Gina Aigner, e dal 2001 al 2005 è nel cast della serie Schlosshotel Orth, dove interpreta il ruolo di Lisa. Nel frattempo, a teatro è protagonista nel ruolo di Lulu dell'omonimo dramma di Frank Wedekind: il ruolo le vale il premio Skarl Kraup  e una nomination al premio Nestroy come miglior attrice emergente.
In seguito, nel 2011 è nel cast principale della serie Das Glück dieser Erde, dove interpreta il ruolo di Birgit Gross.
A partire dal 2014, è poi protagonista, al fianco di Jakob Seeböck e in sostituzione di Kristina Sprenger, della serie televisiva SOKO - Misteri tra le montagne, dove fino al 2021 (anno della conclusione della serie) interpreta il ruolo del tenente Nina Pokorny. Il ruolo le vale nel 2016 una nomination al premio Romy Schneider come attrice preferita in una serie televisiva.

## Filmografia parziale

### Cinema
- Wie die Zeit vergeht, regia di Michael Cencig (1984)
- Giulia Super, regia di Michael Cencig (1992)
- Home Run, regia di Ernst Kaufmann (2001)
- Arabesken um Frosch, regia di Paul Harather (2001)
- Im weißen Rössl - Wehe Du singst!, regia di Christian Theede (2013)
- Harri Pinter, Drecksau, regia di Andreas Schmied (2016)

### Televisione
- Ein Anfang von etwas, regia di Nikolaus Leytner - film TV (1994)
- Medicopter 117 - Jedes Leben zählt - serie TV, 35 episodi (1999-2007)
- Schlosshotel Orth - serie TV, 41 episodi (2001-2005)
- Il destino di un principe (Kronprinz Rudolf), regia di Robert Dornhelm - film TV (2006)
- Vitasek? - serie TV, 8 episodi (2010)
- Der Bergdoktor - serie TV, 4 episodi (2011)
- Das Glück dieser Erde - serie TV, 13 episodi (2011)
- Schnell ermittelt - serie TV, 9 episodi (2011-2012)
- Die Rosenheim-Cops - serie TV, episodio 11x19 (2012)
- Die Lottosieger - serie TV, 5 episodi (2012)
- Die Bergretter - serie TV, episodio 01x08 (2014)
- BÖsterreich - serie TV, episodio 01x06 (2014)
- Die Detektive - serie TV, episodio 01x08 (2014)
- Steirerblut, regia di Wolfgang Murnberger - film TV (2014)
- SOKO - Misteri tra le montagne (SOKO Kitzbühel) - serie TV, 94 episodi (2014-2021)
- Tatort - serie TV, episodio 1110 (2019)
- Gli omicidi del lago (Die Toten vom Bodensee) - serie TV, episodio 01x14 (2022)
- Blind ermittelt - serie TV, episodio 01x06 (2022)

## Teatro (lista parziale)
- 2003: Lulu

## Premi e nomination
- 2003: Premio Karl Skraup come miglior attrice emergente[10]
- 2003: Nomination al premio Nestroy come miglior attrice emergente per il ruolo di Lulu nell'omonima opera teatrale[1][4]
- 2016: Nomination al premio Romy Schneider come attrice preferita in una serie televisiva[1][2]

## Doppiatrici italiane
- In SOKO - Misteri tra le montagne, Julia Cencig è doppiata da Alessandra Cerruti[6]